# Hypaurotis crysalus
Hypaurotis crysalus (bướm Colorado Hairstreak) là một loài bướm ngày sống trên cây sồi scrubland ở tây nam Hoa Kỳ và miền bắc México. Nó được chọn là côn trùng của tiểu bang (state insect) Colorado năm 1996.

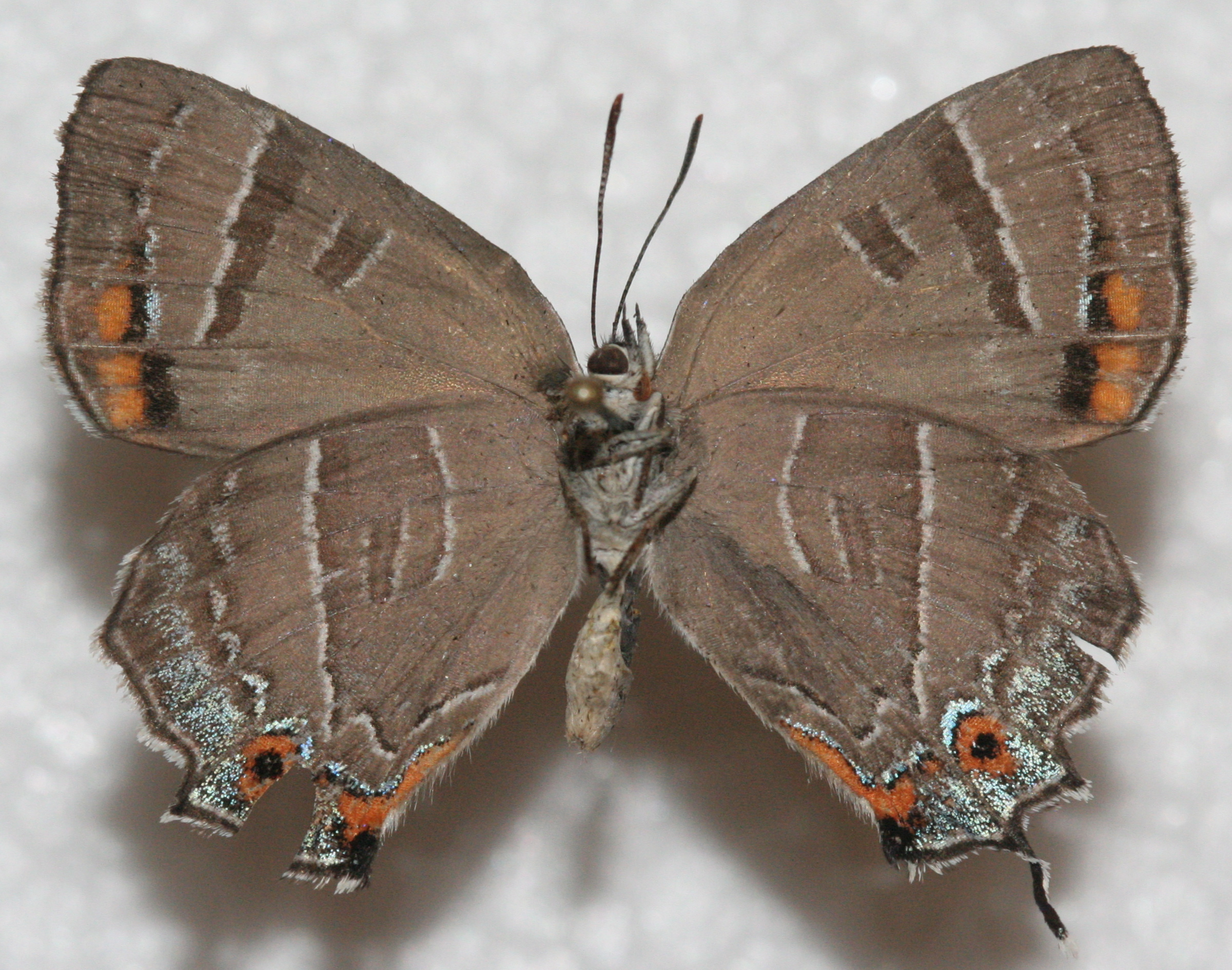
Underside of the wings

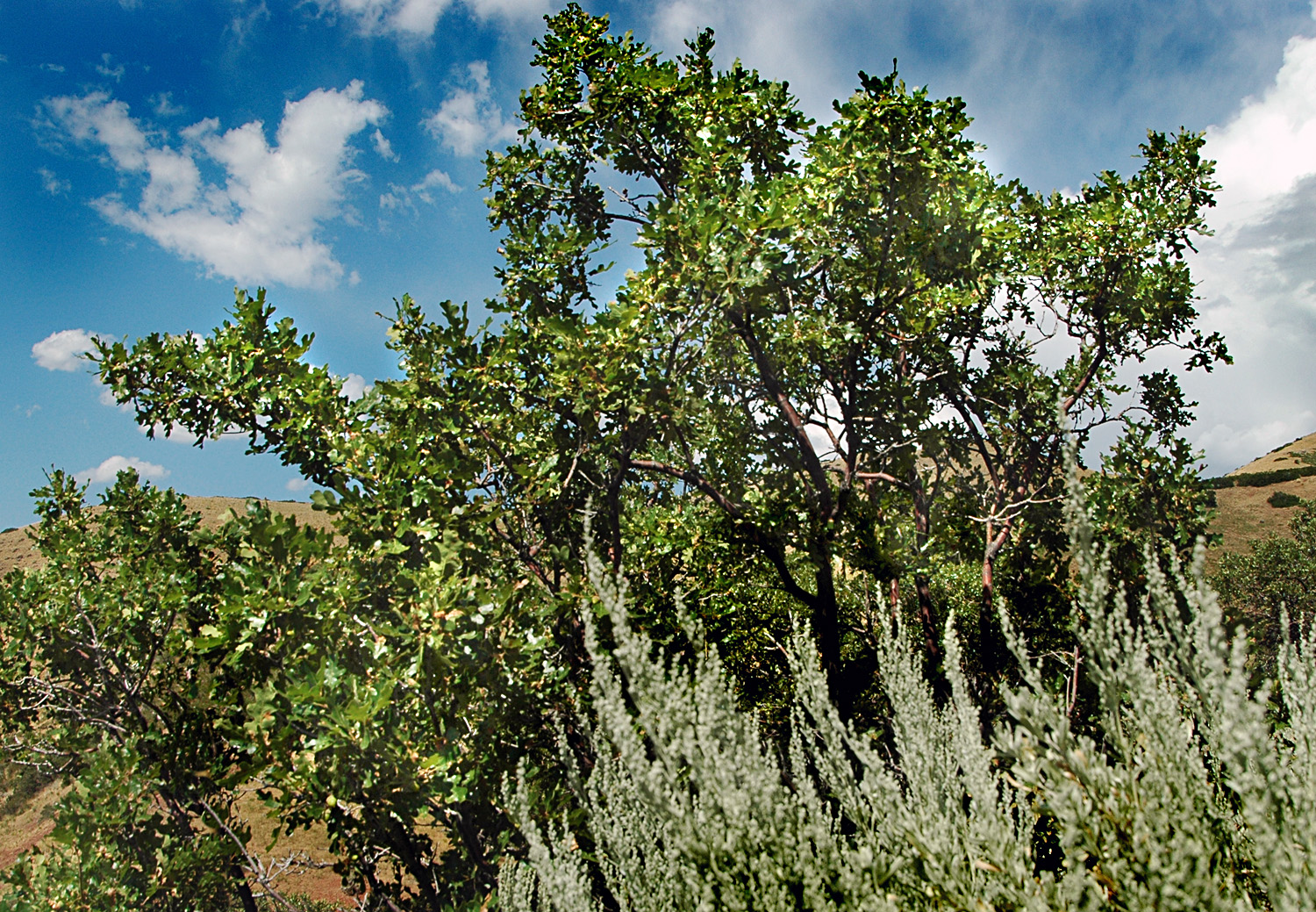
The Colorado Hairstreak is found associated with the gambel oak.

Sải cánh dài 3,1 - 3,8 cm.